# ذبيان (اسم)
ذبيان هو اسم علم مذكر من أصل عربي، ومعناه هو من قولهم ذب، دفع ومنع، ومن ذبت شفته إذا يبست وجفت أو ذبلت من شدة العطش أو غيره، مؤنثه ذبيانة، وهو في الأصل اسم قبيلة اشتهر منها الشاعر النابغة الذبياني.

## وصلات خارجية
- موسوعة السلطان قابوس لأسماء العرب نسخة محفوظة 5 أبريل 2019 على موقع واي باك مشين.